# OneSeal
OneSeal er en dansk virksomhed, som fremstiller containerlåse. Virksomheden blev grundlagt af den nuværende ejer Michael Remark i 1974. Dengang benyttede man de traditionelle hængelåse; senere blev de erstattet med boltsegle, der fungerer som forseglinger/enganglåse til containere.
OneSeal har sit hovedsæde i Kokkedal ca. 25 km. nord fra København.